# Balsa del Sabinar
La Balsa del Sabinar es una laguna de montaña ubicada en la Sierra de Gádor, al sur de la provincia de Almería (España). Se encuentra en el paraje conocido como El Sabinar, a unos 1.820 m de altitud. En el centro de la misma se encuentra el mojón que delimita los términos municipales de Berja, al Oeste, y Dalías, al Este.

## Descripción
Se alimenta por precipitación, en forma de lluvia o nieve, y recoge las aguas de escorrentía superficial de pequeños ramblizos. Presenta niveles máximos tras el deshielo de las nieves invernales, y un somero encharcamiento en el periodo estival. La salida del agua se produce por evaporación, aunque es de destacar su utilización como abrevadero para el ganado.
En este enclave se ha instalado un cercado próximo a la orilla para la protección de una repoblación experimental de la especie Coronopus navasii, endemismo de Sierra de Gádor que encuentra en esta balsa una de sus dos únicas poblaciones de la sierra.
El humedal se encuentra incluido en el programa de caracterización y cartografía de las zonas húmedas de Andalucía, desde 1997.